# Vincenzo Tineo
Vincenzo Tineo (Palermo, 27 de febrero de 1791 - 25 de julio de 1856) fue un botánico italiano.

## Biografía
Era hijo del también botánico Giuseppe Tineo (1757-1812) y lo sucedió en la cátedra de materia médica y de botánica en la Universidad de Palermo.
De 1814 a 1856 fue director del Jardín Botánico de Palermo.

## Obras
- Plantarum rariorum Siciliae minus cognitarum pugillus primus universae rei litterariae Siciliensis regiaeque Panormitanae studiorum moderatoribus, ex Regali Typographia, Panormi 1817

- Catalogus Plantarum Horti Regii Panormitani (Palermo) ad annum 1827. Panormi, ex Regali Typographia, 1827

- Le reliquie Tineane : florae siculae icones ineditae di Vincenzo Tineo / [a cura di] Franco Maria Raimondo. Palermo : Ed. Naturama, 2000

## Honores

### Eponimia
- (Orchidaceae) Neotinea Rchb.f. & Poll.[1]

- (Orchidaceae) Tinea Biv.[2]

- (Tiliaceae) Tinea Spreng.[3]
- La abreviatura «Tineo» se emplea para indicar a Vincenzo Tineo como autoridad en la descripción y clasificación científica de los vegetales.[4]